# DJ Aladyn
DJ Aladyn, pseudonimo di Aldino Di Chiano (Milano, 9 novembre 1976), è un disc jockey e produttore discografico italiano.

## Biografia
Inizia nel 1995 la sua esperienza radiofonica, a Radio Capital con Dj Angelo e Nicola Savino e nello stesso anno vince il Trofeo Nazionale DJ Trip. Nel 1997  si aggiudica il terzo posto al campionato italiano DMC e con DJ Myke fonda il progetto Men in Skratch, che vede i due DJ come veri e propri musicisti. Nel frattempo continua l'esperienza radiofonica ma questa volta a Station One con Marco Mazzoli ed Andrea Monta.
Accompagnò Jovanotti nel Capo Horn Tour tra il 1999 e il 2000, un'esperienza che gli permise di girare l'Europa e di misurarsi con il grande pubblico e i grandi live. Nel 2000 insieme a DJ Myke e DJ Yaner si è piazzato al secondo posto nel campionato italiano ITF TEAM a Bologna.
Con i Men in Skratch vincono il titolo italiano DMC Team nel 2000 e nel 2001, partecipando per due anni consecutivi alle finali mondiali del DMC World DJ Championship a Londra.
È approdato a Radio Deejay nel 2002 come responsabile tecnico di Tropical Pizza con Nikki. Ha collaborato alla rubrica P-funk nel programma Pinocchio con La Pina.
Nel 2003, sempre con DJ Myke, si è classificato al secondo posto del campionato europeo ITF Eastern Hemisphere a Praga e nello stesso periodo ha lavorato come disc jockey nel programma comico Zelig su Italia 1. Ha poi lavorato al fianco di Saturnino nel Bass to the Bones Tour in giro per l'Italia nel corso del 2004 e l'anno successivo ha partecipato al progetto musicale The Reverse con il quale ha pubblicato un album edito da Copasetik Recordings di Londra, prodotto da Jon Sexton, che ottiene ottimi riscontri da parte della critica e a seguito del quale, con il gruppo, aprì le date italiane del tour dei Prodigy nel 2005. L'anno successivo si esibirono all'Umbria Jazz Festival.
Sempre nel 2006 ha preso parte al progetto Rezophonic di Mario Riso, disco che vede tutti gli artisti della scena rock italiana uniti in una raccolta di fondi per la costruzione di pozzi d'acqua in Africa. Parallelamente ha portato in giro un set live con DJ Myke dal nome Alkemy, uno show di musica e skratch che propone un panorama musicale che spazia dal rock e funk degli anni settanta alla nuova dance passando per l'elettronica.
Nel 2010 ha dato vita al progetto sperimentale Scary Allan Crow, ispirato ai film di genere exploitation  ed il live con videoproiezioni V.H.S. (Video Home Show).
Nel 2012 ha pubblicato il suo primo album interamente a suo nome, Fili invisibili (Metatron) a cui hanno collaborato musicisti rock come Nitto dei Linea 77, Saturnino, i Velvet e Nikki.
Dal 7 gennaio 2013 per diverse stagioni è stato regista, sempre su Radio Deejay, di Catteland, trasmissione radiofonica condotta da Alessandro Cattelan che simula un parco a tema. Nella successiva stagione, cura la trasmissione serale The Book Is on the Radio, condotta da Aldo Rock sempre sulla stesse emittente.
Nel 2013 partecipa, con un Cameo, nella pellicola Scherzi: il film dei varesini Alessandro Damiani e Paolo Franchini, dove interpreta sé stesso.
Alcuni anni dopo, nel 2019, ha pubblicato il secondo album Scary Allan Crow per la Metatron Publishing. Dallo stesso anno, cura e mixa la trasmissione musicale Legend, in onda nelle ore notturne del weekend su Radio Deejay. e del 2020 è alla regia del programma pomeridiano Summer Camp, in onda sulla stessa emittente con la conduzione di Nikki, Federico Russo e Francesco Quarna.
Il terzo disco di inediti, Spectropia è stato pubblicato nella primavera del 2023.

## Discografia

### Album in studio
- 2012 - Fili invisibili (MenInSkratch)
- 2019 - Scary Allan Crow (Metatron Publishing)
- 2023 - Spectropia (Believe)

### Singoli
- 2015 - Doomed to Live (DJ Aladyn vs Mokadelic)
- 2016 - For Ella
- 2018 - Il futuro anni fa
- 2018 - Short Waves (con DJ Myke, Dj Dops)
- 2020 - Vibrations
- 2021 - Paradise Lost
- 2021 - Summer Night
- 2021 - Hip-House (con Saturnino, The Craft, Tori Jae)
- 2022 - When I Look into Your Eyes (con Saturnino, Bunna)
- 2023 - Ogni passo (con Roberto Pace)
- 2023 - Beautiful Minds (con Awa Fall)

Come artista ospite
- 2023 - Incredibile (La Superluna di Drone Kong con Nikki e DJ Aladyn)

### Produzioni
- 1998 - Men In Skratch - La truffa volume1 (Mixtape)
- 1999 - Men In Skratch - La truffa volume 2 (Mixtape)
- 1999 - Men In Skratch - Mai dire Myke -The skratchmakers (Mixtape)
- 1999 - Area Cronica - Il vortice Ep
- 2000 - Jovanotti - Autobiografia di una festa
- 2001 - Nevrotype - Visionetics
- 2001 - Sottotono - In teoria
- 2003 - Flavio Oreglio - ...e ci chiamano poeti
- 2004 - Lo Sciacallo - Avanguardia & retroguardia
- 2006 - Stylophonic - Beatbox Show
- 2006 - Dave - Unbreakables
- 2006 - Rezophonic - Rezophonic
- 2006 - FFD - Kuore ribelle
- 2006 - Dj Myke - Dark chocolate
- 2007 - Cayorosso - Facsimile
- 2007 - Moka - Fai tu
- 2007 - Fabri Fibra - Bugiardo
- 2008 - Diego Mancino - L'evidenza
- 2009 - Rastea - Dubstea
- 2009 - Calibro 35 - Tema di Said
- 2010 - Patta - Patta party
- 2010 - Maut & 3D - Ol3
- 2010 - Dj Myke - Hocus Pocus
- 2011 - Pink Is Punk - Intro (Skull & Banana Album)
- 2011 - Rezophonic 2 - Nell'acqua
- 2012 - Parole & Note Volume 2 - Se tu mi dimentichi con Gassman & Saturnino
- 2013 - Calibro 35 - Sbirri
- 2013 - Dj Myke & Rancore - Silenzio
- 2019 - Mao - Nudi alla meta
- 2019 - Mao - Le cose
- 2020 - Mao - Scusa caro vicino

### Remix
- 1999 - Run from Run Dmc ft. Justine Simmons - Praise My Dj's
- 2006 - Roy Paci - Viva la vida
- 2006 - The Outhere Brothers - If You Wanna Party
- 2010 - Dj Myke - Hocus Pocus
- 2010 - The Bloody Beetroots - Awesome
- 2010 - Gain on Top - Ozzy
- 2011 - Velvet - Normale
- 2011 - Ministri - Tutta roba nostra
- 2011 - Casino Royale - Io e la mia ombra
- 2012 - Hipster feat Two Fingerz - Sesso
- 2015 - Dj Aladyn vs Mokadelic - Doomed to live
- 2018 - Lorenzo Jovanotti - Oh Vita
- 2018 - Hi-Fi Demonology feat Cosmo – Fino al giorno in cui

## Televisione
- Zelig Circus (Italia 1, 2003)
- Shuffolato (Deejay TV, 2010)
- Central Station (Comedy Central, 2011)
- Rufus (Deejay Tv, 2011)
- Summer Camp (Deejay Tv, dal 2020)

## Radio
- Tropical Pizza (Radio Deejay, 2002-2020)
- Catteland (Radio Deejay, 2013-2018)
- The Book Is on the Radio (Radio Deejay, 2014-2015)
- Legend (Radio Deejay, dal 2019)
- Summer Camp (Radio Deejay, dal 2020)